# الکساندر باریکین
الکساندر باریکین (روسی: Александр Александрович Барыкин (Бырыкин)؛ ۱۸ فوریه ۱۹۵۲ – ۲۶ مارس ۲۰۱۱)) خواننده، ترانه‌سرا اهل روسیه بود. وی بین سال‌های ۱۹۷۳ تا ۲۰۱۱ میلادی فعالیت می‌کرد.